# Pummared Kladkleed
Pummared Kladkleed (thailändisch ภุมเรศ กลัดกลีบ, * 18. September 1987), auch als Jane bekannt, ist ein thailändischer Fußballspieler.

## Karriere
Pummared Kladkleed stand bis Mitte 2017 beim BBCU FC in Bangkok unter Vertrag. Bis Ende 2016 spielte der Verein in der ersten Liga, der Thai Premier League. Als Tabellenletzter musste er mit dem Verein Ende 2016 in die zweite Liga absteigen. Da der Verein seinen finanziellen Verpflichtungen nicht nachkommen konnte, wurde BBCU während der Saison gesperrt. Im Juni 2017 unterschrieb er einen Vertrag beim Erstligisten Port FC in Bangkok. Für Port absolvierte er 14 Erstligaspiele. Der Zweitligist Kasetsart FC, der ebenfalls in Bangkok beheimatet ist, nahm ihn die Saison 2019 unter Vertrag. Für den Hauptstadtclub stand er 32-mal in der Thai League 2 auf dem Spielfeld. Anfang 2020 wurde er vom Zweitligaaufsteiger Nakhon Pathom United FC aus Nakhon Pathom unter Vertrag genommen. Für Nakhon Pathom bestritt er 16 Zweitligaspiele. Die Saison 2021/22 stand er beim Drittligisten Thawi Watthana Samut Sakhon United FC unter Vertrag. Mit dem Verein aus Samut Sakhon spielte er in der Western Region der Liga.  Im Sommer 2022 wechselte er zum Ligakonkurrenten Dragon Pathumwan Kanchanaburi FC. Mit dem Klub spielte er ebenfalls in der Western Region der Liga. Am Ende der Saison 2022/23 feierte er mit Kanchanaburi die Meisterschaft und den anschließenden Aufstieg in die zweite Liga. Nach dem Aufstieg verließ er den Verein und schloss sich dem in der Eastern Region spielenden Drittligisten Navy FC an. Nach 18 Drittligaspielen wechselte er im Sommer 2024 zum ebenfalls in der Eastern Region spielenden Bankhai United FC.